# 4439-es mellékút (Magyarország)
A 4439-es számú mellékút egy bő 33 kilométer hosszú, négy számjegyű országos közút Békés vármegyében; Orosháza térségétől húzódik Dombegyház irányába. A trianoni határváltozások előtt az út egészen Aradig folytatódott, de jelenlegi állapotában véget ér az országhatárnál.

## Nyomvonala
Csanádapáca külterületén, a központtól mintegy 3 kilométerre délre ágazik ki a Békéscsaba-Makó közti 4432-es útból, annak 28,350-es kilométerszelvénye közelében, nagyjából délkeleti irányba. Másfél kilométer után lép át az Orosházi járásból a Mezőkovácsházai járás, ezen belül Nagybánhegyes területére. 5,8 kilométer után eléri Magyarbánhegyes nyugati határszélét, onnét egy darabig a határvonalat kíséri, majd a 7,100-as kilométerszelvényénél kiágazik belőle délnyugat felé, Nagybánhegyes központja irányába a 4441-es út, egyúttal teljesen magyarbánhegyesi területre érkezik.
A község belterületét 8,3 kilométer után éri el, ott a Kossuth utca nevet veszi fel, így húzódik végig a településen, valamivel több mint 2 kilométer hosszan. Közben, majdnem pontosan a 10. kilométerénél kiágazik belőle délnyugat felé a 454 335-ös út, amely a MÁV 121-es számú Kétegyháza–Újszeged-vasútvonalának Magyarbánhegyes vasútállomására vezet, pár lépéssel ezután pedig  keresztezi is a vasút vágányait. Valamivel több, mint 11,5 kilométer után keresztezi a Gyula-Makó közti 4434-es utat, amely itt kevéssel a 33. kilométere előtt jár; egyúttal át is lépi Magyarbánhegyes és Kunágota határát.
Kunágota belterületét 15,6 kilométer után éri el, a Rákóczi Ferenc utca nevet felvéve; ugyanott kiágazik belőle egy alsóbbrendű mellékút (Urbáni kövesút) 44 139-es számozással, délnyugat felé. A település lakott területének délnyugati részén húzódik végig; néhány sarokkal arrébb beletorkollik a község főutcájának tekinthető 4437-es út északkelet felől, 8,5 kilométer megtétele után, nem sokkal azt követően pedig maga mögött is hagyja Kunágota házait.
22,1 kilométer után lépi át a következő település, Magyardombegyház határát, de lakott területet nem érint: oda a 4442-es út vezet, amely a 22,650-es kilométerszelvénye táján ágazik ki belőle nyugat felé. Alig több mint 200 méter után már Kisdombegyház területén halad, és ott szinte azonnal belterületi részek közé is ér, a Kossuth utca nevet felvéve. 24,7 kilométer után éri el a község legdélebbi házait, ezután szinte rögtön eléri Dombegyház északi határszélét. Bő fél kilométeren át még a határvonalat kíséri, majd teljesen dombegyházi területre ér.
Dombegyház belterületének északi szélét 26,4 kilométer után éri el, ott a Tavasz utca nevet viseli. A központban, kevéssel a 28. kilométere előtt egy körforgalmú csomóponttal keresztezi a Gyula-Mezőhegyes közt húzódó 4444-es utat, amely ott majdnem pontosan a 40. kilométerénél jár. A folytatásban az Aradi utca nevet viseli, a belterület déli széléig, amit 29,5 kilométer után ér el. Délebbi szakasza ma már lényegében elvesztette közlekedési funkcióját, szinte kizárólag csak mezőgazdasági útként funkcionál, az országhatárig. A határ romániai oldalán tovább folytatódik Kisvarjaspuszta-Arad irányába, útjelző táblák tanúsága szerint át is lehet kelni a határon ezen az útvonalon, de az út igen gyenge minősége miatt a határon átlépő forgalmat ebben a térségben a 4455-ös út battonyai határátkelőhelye felé irányítják.
Teljes hossza, az országos közutak térképes nyilvántartását szolgáló kira.gov.hu adatbázisa szerint 33,354 kilométer.

## Települések az út mentén
- Csanádapáca
- Nagybánhegyes
- Magyarbánhegyes
- Kunágota
- Magyardombegyház
- Kisdombegyház
- Dombegyház

## Története
1934-ben a kereskedelem- és közlekedésügyi miniszter 70 846/1934. számú rendelete a teljes mai szakaszát harmadrendű főúttá nyilvánította, 434-es útszámozással. Azonos módon tünteti fel egy dátum nélküli, feltehetőleg 1949 körül készült közúthálózati térkép is.